# Camuine
Camuine, também grafada como Kamuine, é uma comuna angolana. Pertence ao município de Chongoroi, na província de Benguela.